# 麥提莎

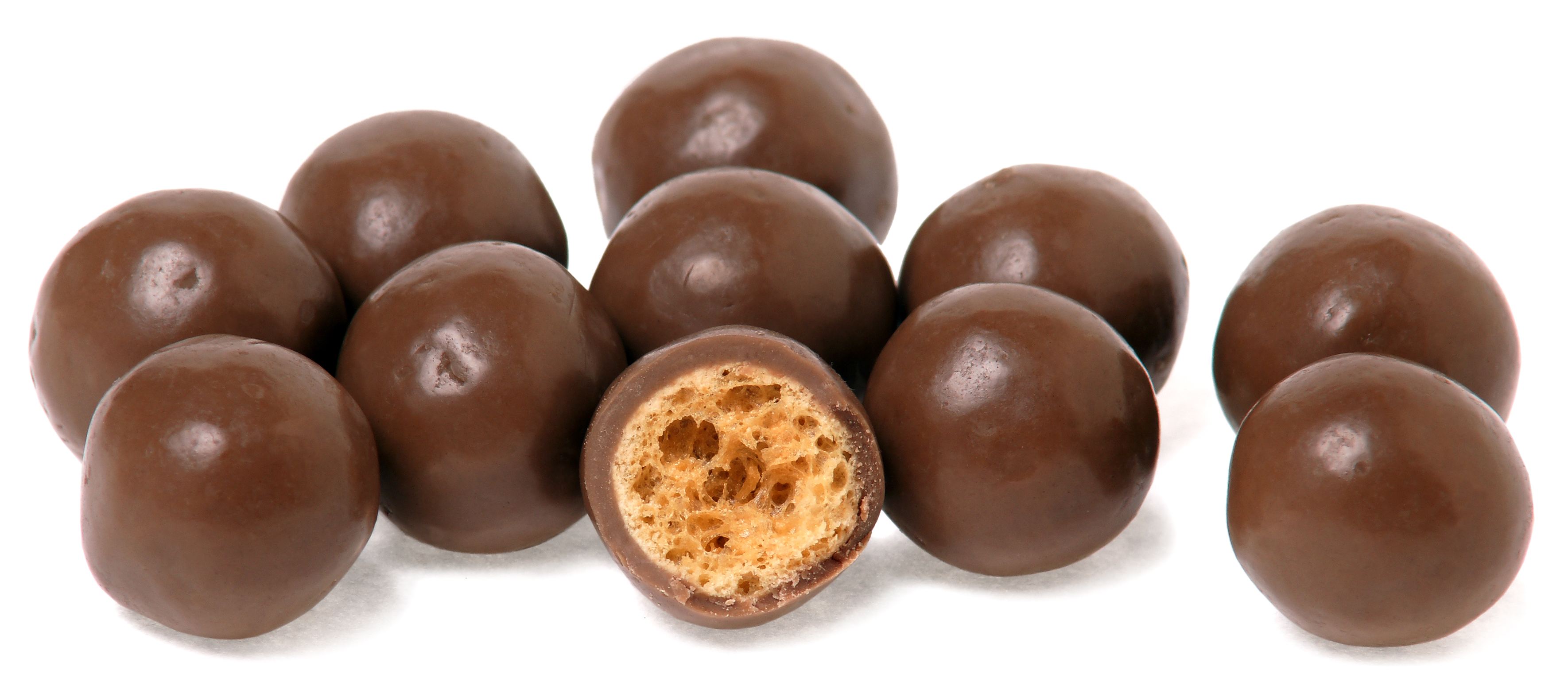
麥提莎

麥提莎（英語：Maltesers）是美國瑪氏食品旗下的一個朱古力品牌。麥提莎巧克力小球內含麥芽、麥精、蜂蜜等，外包朱古力。麥提莎朱古力小球的發明家是老福雷斯特·瑪氏，在1936年當時稱為「能量小球」。

## 味道
最初出品時，麥提莎只有牛奶巧克力味。到2002年推出白巧克力味，另有黑巧克力味。約2006年推出咖啡巧克力味。

## 趣聞
在香港，不少古裝電影或電視劇都會用「麥提莎」替代藥丸。其中最著名的為周星馳主演的《唐伯虎點秋香》內的自創藥丸「含笑半步釘」。

## 類似產品
- 美國好時公司生產的Whoppers巧克力球。
- 美國Necco公司生產的Mighty Malts巧克力球。
- 英國吉百利公司生產的Whispers巧克力球。
- 中國梁豐食品公司生產的麦丽素（Mylikes）巧克力球。

## 外部鏈接
- 官方網站 （页面存档备份，存于）

 维基共享资源上的相關多媒體資源：麥提莎